# Antoni Korzycki

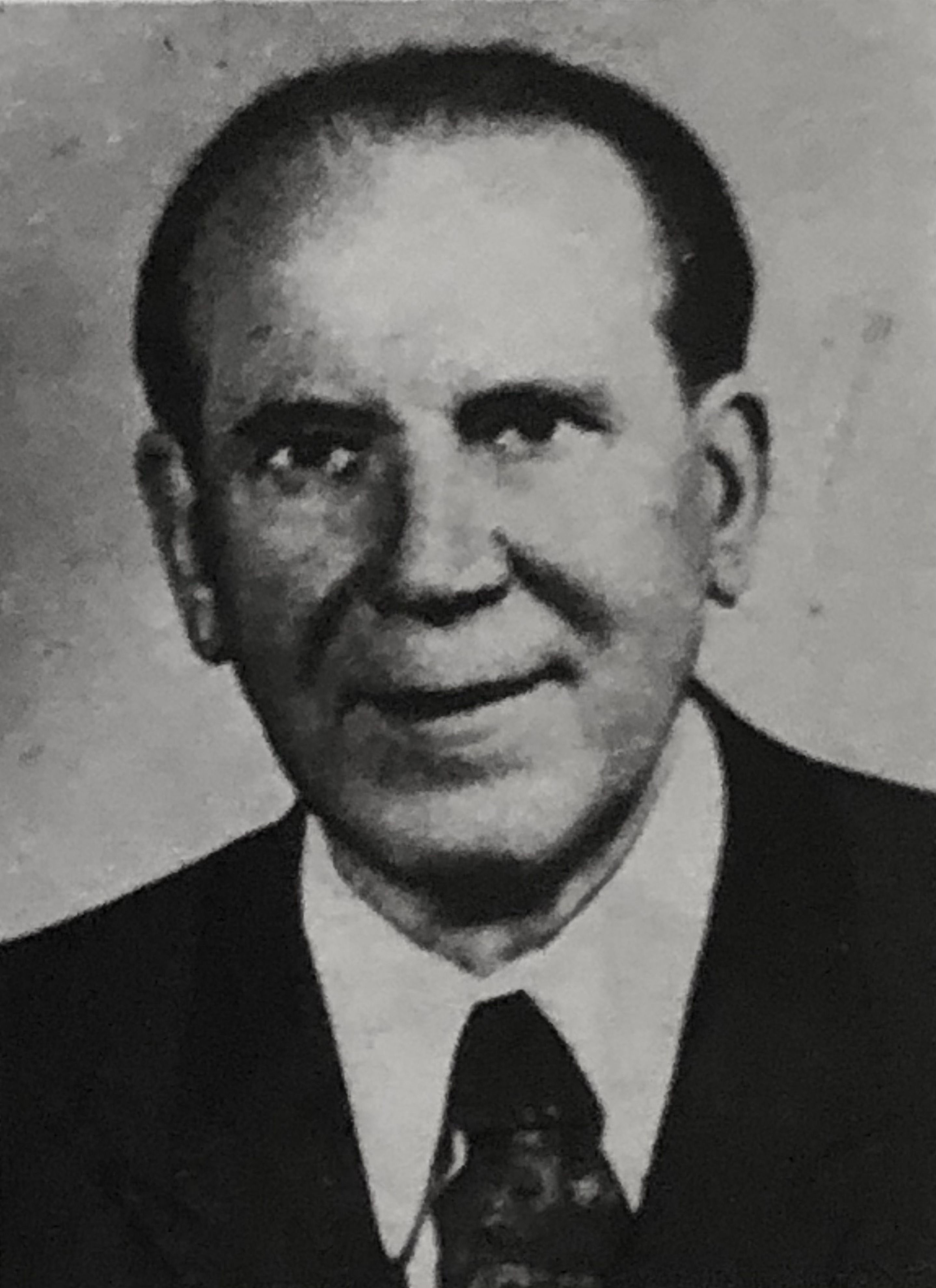
Antoni Korzycki

Antoni Korzycki (* 7. November 1904 in Podkonice Duże, Polen; † 9. Juni 1990) war ein polnischer Politiker der Polnischen Volkspartei PSL (Polskie Stronnictwo Ludowe) beziehungsweise der Vereinigten Volkspartei ZSL (Zjednoczone Stronnictwo Ludowe) in der Volksrepublik Polen, der zwischen 1947 und 1952 als Vizepräsident des Ministerrates Stellvertretender Ministerpräsident war.

## Leben
Antoni Korzycki engagierte sich zunächst in der Polnischen Volkspartei „Befreiung“ PSL-W (Polskie Stronnictwo Ludowe „Wyzwolenie”) sowie danach in der 1924 gegründeten Nationalen Bauernpartei NPC (Niezależna Partia Chłopska), ehe er von 1928 bis 1931 Mitglied des Präsidiums der Union der bäuerlichen Linken „Selbsthilfe“ ZLC-S (Zjednoczenie Lewicy Chłopskiej „Samopomoc“) war. Er war zwischen 1933 und 1939 Mitarbeiter des Hauptamtes für Statistik GUS (Główny Urząd Statystyczny) und engagierte sich nach dem Überfall auf Polen sowie der daraufhin erfolgten deutschen Besetzung Polens 1939 in der Volksgarde GL (Gwardia Ludowa), der Volksarmee AL (Armia Ludowa) und den Bauern-Bataillonen BCh (Bataliony Chłopskie). Er trat als Mitglied der Polnischen Arbeiterpartei PPR (Polska Partia Robotnicza) bei. Am 31. Dezember 1943 wurde er für die Bauernpartei „Volkswille“ SL (Stronnictwo Ludowe „Wola Ludu“) Mitglied des Nationalen Landesrates KRN (Krajowa Rada Narodowa), dem er bis 1947 angehörte. Während dieser Zeit er Vize-Vorsitzender des Ausschusses für auswärtige Angelegenheiten.
Nach Ende des Zweiten Weltkrieges war Korzycki zwischen 1945 und 1949 Generalsekretär der Bauernpartei SL. Bei der Sejmwahl am 19. Januar 1947 wurde er für die SL zum Mitglied des Verfassungsgebenden Sejm (Sejm Ustawodawczy) gewählt. In der ersten Regierung von Ministerpräsident Józef Cyrankiewicz fungierte er zwischen dem 6. November 1947 und dem 20. November 1952 als Vizepräsident des Ministerrates und war damit einer der Stellvertretenden Ministerpräsidenten (Wicepremier). 1949 trat er in die Vereinigte Volkspartei ZSL (Zjednoczone Stronnictwo Ludowe) ein und wurde Mitglied des Präsidiums von deren Nationalkomitee.
Am 20. November 1952 wurde er für die ZSL im Wahlkreis Nr. 13 Bydgoszcz zum Mitglied des Sejm gewählt und gehörte diesem von der ersten bis zum Ende der achten Legislaturperiode am 31. Dezember 1985 an. Er fungierte zwischen 1952 und 1956 als Vorsitzender der Kommunalen Genossenschaft „Bäuerliche Selbsthilfe“ und wurde daraufhin 1956 Vorsitzender des Zentralrates der Landwirtschaftliche Genossenschaften „Bäuerliche Selbsthilfe“. Er war von der zweiten bis zur fünften Legislaturperiode (20. Februar 1957 bis 22. Dezember 1971) Vorsitzender des Innenausschusses des Sejm. In der dritten und vierten Legislaturperiode (15. Mai 1961 bis 29. April 1969) war er stellvertretender der ZSL-Fraktion. Er war zudem zwischen 1970 und 1983 Vorsitzender der Zentralen Revisionskommission der Polnisch-Sowjetischen Freundschaftsgesellschaft und Mitglied des Generalrates des Verbandes der Kämpfer für Freiheit und Demokratie ZBoWiD (Związek Bojowników o Wolność i Demokrację). In der sechsten Legislaturperiode (28. März 1972 bis 10. Februar 1976) fungierte er als Vize-Vorsitzender des Ausschusses für Inneres und Justiz. Während seiner Parlamentszugehörigkeit war er zudem Mitglied zahlreicher weiterer Ausschüsse des Sejm.
Für seine Verdienste wurde Antoni Korzycki mehrmals ausgezeichnet und erhielt unter anderem 1969 den Orden Erbauer Volkspolens (Order Budowniczych Polski Ludowej), den Orden Kreuz von Grunwald (Order Krzyża Grunwaldu) Zweiter Klasse, den Orden Banner der Arbeit (Order Sztandaru Pracy) Erster Klasse, den Orden Polonia Restituta (Order Odrodzenia Polski) als Kommandeur mit Stern, die Medaille „Für Verdienste um die Verteidigung des Landes“ (Medal „Za zasługi dla obronności kraju”), die Medaille zum 30-jährigen Jubiläum Volkspolens (Medal 30-lecia Polski Ludowej), die Medaille für Warschau 1939–1945 (Medal za Warszawę 1939–1945) sowie das Abzeichen zum 1000. Jahrestag des polnischen Staates (Odznaka 1000-lecia Państwa Polskiego). Nach seinem Tode wurde er auf dem Städtischen Friedhof von Wólka Węglowa bestattet.